# Großsteingräber bei Boberow
Die Großsteingräber bei Boberow waren vermutlich drei megalithische Grabanlagen der jungsteinzeitlichen Trichterbecherkultur bei Boberow, einem Ortsteil von Karstädt im Landkreis Prignitz (Brandenburg). Sie wurden zwischen dem 17. und 19. Jahrhundert zerstört. Nach Johann Christoph Bekmann lag eines der Gräber südöstlich des Ortes in Richtung Mankmuß. Es war bereits vor Bekmanns Nachforschungen Anfang des 18. Jahrhunderts zerstört worden. In einem Lokalitätsbericht von 1844 werden zwei Hügel mit mächtigen Steinen erwähnt. Die Steine wurden damals größtenteils gesprengt und als Baumaterial verwendet. Die genaue Lage der Hügel wurde nicht vermerkt. Nach einer mündlichen Mitteilung von Eduard Handtmann an Alfred Götze befand es sich später etwa 500 m nordöstlich von Boberow, unmittelbar bei der Mühle, eine Ansammlung großer Steine, bei denen es sich um die Überreste eines Großsteingrabes handelte. Ob es sich um die Reste eines der um 1844 zerstörten Gräber gehandelt hat, ist nicht gesichert. Bei keinem der Gräber ist eine Rekonstruktion ihres ursprünglichen Aussehens möglich. Etwa 1,2 km nordwestlich von Boberow befindet sich das noch erhaltene Großsteingrab Mellen.